# 張曉古
張曉古（1907年—1993年），名增有，以字行。山東省卽墨縣人。民國39年（1951年）在青島市選區遞補當選第一屆立法委員

## 生平[3][4]
- 中央衛生實驗院公共衛生醫師班畢業
- 日本東京慈惠會醫科大學研究
- 國立政治大學中央幹部學校畢業
- 軍醫、主任、處長、參議、顧問
- 青島市立醫院院長
- 市立高級醫事職業學校校長
- 中國國民黨青島市黨部執行委員
- 三民主義青年團區團幹事、分團主任
- 青島市參議員
- 大民報發行人兼社長